# Graphic MSP
Graphic MSP é um projeto da Mauricio de Sousa Produções que consiste em histórias dos personagens do estúdio feitas por artistas brasileiros consagrados e com estilos diferentes do padrão das revistas mensais. O nome vem do termo graphic novel. O projeto se originou da série MSP 50 - Mauricio de Sousa Por 50 Artistas, iniciada em 2009.

## Títulos publicados
| #  | Título                      | Data de publicação | Autor(es)                                | Notas                                                                  |
| -- | --------------------------- | ------------------ | ---------------------------------------- | ---------------------------------------------------------------------- |
| 1  | Astronauta: Magnetar        | Outubro de 2012    | Danilo Beyruth                           | Cores de Cris Peter; Sucedido por Singularidade                        |
| 2  | Turma da Mônica: Laços      | Junho de 2013      | Vitor Cafaggi e Lu Cafaggi               | Sucedido por Lições                                                    |
| 3  | Chico Bento: Pavor Espaciar | Agosto de 2013     | Gustavo Duarte                           |                                                                        |
| 4  | Piteco: Ingá                | Novembro de 2013   | Shiko                                    |                                                                        |
| 5  | Bidu: Caminhos              | Agosto de 2014     | Eduardo Damasceno e Luis Felipe Garrocho | Sucedido por Juntos                                                    |
| 6  | Astronauta: Singularidade   | Dezembro de 2014   | Danilo Beyruth                           | Cores de Cris Peter; Sequência de Magnetar; sucedido por Assimetria    |
| 7  | Penadinho: Vida             | Maio de 2015       | Paulo Crumbim e Cristina Eiko            | Sucedido por Lar                                                       |
| 8  | Turma da Mônica: Lições     | Julho de 2015      | Vitor Cafaggi e Lu Cafaggi               | Sequência de Laços; sucedido por Lembranças                            |
| 9  | Turma da Mata: Muralha      | Outubro de 2015    | Artur Fujita, Roger Cruz e Davi Calil    |                                                                        |
| 10 | Louco: Fuga                 | Dezembro de 2015   | Rogério Coelho                           |                                                                        |
| 11 | Papa-Capim: Noite Branca    | Abril de 2016      | Marcela Godoy e Renato Guedes            |                                                                        |
| 12 | Mônica: Força               | Setembro de 2016   | Bianca Pinheiro                          | Sucedido por Tesouros                                                  |
| 13 | Bidu: Juntos                | Novembro de 2016   | Eduardo Damasceno e Luis Felipe Garrocho | Sequência de Caminhos                                                  |
| 14 | Astronauta: Assimetria      | Novembro de 2016   | Danilo Beyruth                           | Cores de Cris Peter; Sequência de Singularidade; sucedido por Entropia |
| 15 | Chico Bento: Arvorada       | Abril de 2017      | Orlandeli                                | Sucedido por Verdade                                                   |
| 16 | Capitão Feio: Identidade    | Setembro de 2017   | Magno Costa e Marcelo Costa              | Sucedido por Tormenta                                                  |
| 17 | Turma da Mônica: Lembranças | Dezembro de 2017   | Vitor Cafaggi e Lu Cafaggi               | Sequência de Lições                                                    |
| 18 | Jeremias: Pele              | Abril de 2018      | Rafael Calça e Jefferson Costa           | Sucedido por Alma                                                      |
| 19 | Horácio: Mãe                | Julho de 2018      | Fábio Coala                              |                                                                        |
| 20 | Cebolinha: Recuperação      | Outubro de 2018    | Gustavo Borges                           |                                                                        |
| 21 | Astronauta: Entropia        | Dezembro de 2018   | Danilo Beyruth                           | Cores de Cris Peter; Sequência de Assimetria; Sucedido por Parallax    |
| 22 | Mônica: Tesouros            | Março de 2019      | Bianca Pinheiro                          | Sequência de Força                                                     |
| 23 | Piteco: Fogo                | Junho de 2019      | Eduardo Ferigato                         | Sucedido por Presas                                                    |
| 24 | Tina: Respeito              | Setembro de 2019   | Fefê Torquato                            |                                                                        |
| 25 | Capitão Feio: Tormenta      | Dezembro de 2019   | Magno Costa e Marcelo Costa              | Sequência de Identidade                                                |
| 26 | Cascão: Temporal            | Abril de 2020      | Camilo Solano                            |                                                                        |
| 27 | Penadinho: Lar              | Julho de 2020      | Paulo Crumbim e Cristina Eiko            | Sequência de Vida                                                      |
| 28 | Astronauta: Parallax        | Setembro de 2020   | Danilo Beyruth                           | Cores de Cris Peter; Sequência de Entropia; sucedido por Convergência  |
| 29 | Jeremias: Alma              | Dezembro de 2020   | Rafael Calça e Jefferson Costa           | Sequência de Pele                                                      |
| 30 | Chico Bento: Verdade        | Março de 2021      | Orlandeli                                | Sequência de Arvorada                                                  |
| 31 | Piteco: Presas              | Dezembro de 2021   | Eduardo Ferigato                         | Sequência de Fogo                                                      |
| 32 | Anjinho: Além               | Maio de 2022       | Max Andrade                              | Cores de Kaji Pato                                                     |
| 33 | Denise: Arraso              | Julho de 2022      | Cora Ottoni                              |                                                                        |
| 34 | Franjinha: Contato          | Julho de 2022      | Vitor Cafaggi                            |                                                                        |
| 35 | Astronauta: Convergência    | Novembro de 2022   | Danilo Beyruth                           | Cores de Cris Peter; Sequência de Parallax                             |
| 36 | Mingau: Apego               | Dezembro de 2022   | Ana Cardoso                              |                                                                        |
| 37 | Mônica: Coragem             | Março de 2023      | Bianca Pinheiro                          | Sequência de Tesouros                                                  |
| 38 | Xaveco: Vitória             | Julho de 2023      | Guilherme de Sousa                       |                                                                        |
| 39 | Jeremias: Estrela           | Setembro de 2023   | Rafael Calça e Jefferson Costa           | Sequência de Pele e Alma                                               |
| 40 | Magali: Receita             | Novembro de 2023   | Carol Rossetti                           |                                                                        |
| 41 | Do Contra - Herança         | Março de 2024      | Yoshi Itice                              |                                                                        |
| 42 | Marina: Expressão           | Agosto de 2024     | Veronica Berta                           |                                                                        |
| 43 | Capitão Feio: Memórias      | Dezembro de 2024   | Marcelo Costa & Magno Costa              | Sequência de Identidade e Tormenta                                     |
| 44 | Chico Bento: Viola          | Junho de 2025      | Orlandeli                                | Sequência de Arvorada e Verdade                                        |

## Integrais publicados
| # | Título                          | Data de publicação | Autor(es)                  | Títulos compilados                   | Notas                                                           |
| - | ------------------------------- | ------------------ | -------------------------- | ------------------------------------ | --------------------------------------------------------------- |
| 1 | Astronauta: Integral - Volume 1 | Novembro de 2022   | Danilo Beyruth             | Magnetar, Singularidade e Assimetria | Contém a HQ inédita Silêncio Lunar, com cores de Mariane Gusmão |
| 2 | Turma da Mônica: Integral       | Novembro de 2023   | Vitor Cafaggi e Lu Cafaggi | Laços, Lições e Lembranças           | Contém a HQ inédita Ligações                                    |

## Títulos anunciados
| Título/Personagem               | Previsão de lançamento | Autor(es)                     | Notas |
| ------------------------------- | ---------------------- | ----------------------------- | --- |
| Penadinho 3                     | Setembro de 2025       | Cristina Eiko e Paulo Crumbim | Sequência de Vida e Lar                                                                                  |
| Cebolinha 2                     | 2025                   | Gustavo Borges                | Sequência de Recuperação                                                                                 |
| Mauricio                        | Dezembro de 2025       | Flávio Teixeira e Mauro Souza | |
| Astronauta: Integral - Volume 2 | 2025                   | Danilo Beyruth                | Compilando Entropia, Parallax e Convergência. Anunciado na introdução de Astronauta: Integral - Volume 1 |
| Louco 2                         | Sem previsão           | Rogerio Coelho                | Sequência de Fuga                                                                                        |

## Títulos cancelados
| Título/Personagem | Previsão original de lançamento | Autor(es)  | Notas                                                                            |
| ----------------- | ------------------------------- | ---------- | -------------------------------------------------------------------------------- |
| Magali: Tempero   | Setembro de 2021                | Lu Cafaggi | Anunciada junto de Franjinha: Contato. Cancelada por questões de saúde da autora |

## Estatísticas
Atualizadas em dezembro de 2023
Das 40 edições publicadas: foram 31 artistas, sendo 23 homens (74%) e 8 mulheres (25%) que assinaram 55 vezes.
Das 55 participações, 42 foram por homens (76%) e 13 foram por mulheres (23%). Sendo que apenas 5 mulheres assinaram em publicação solo. 46% das assinaturas de mulheres foram em dupla com homens.
Dos 23 homens: 
19 são homens brancos (82%);
2 homens pretos (8%);
2 homens amarelos (8%).
Nenhum dos 4 homens não brancos tem assinatura solo nas publicações.
Das 8 mulheres:
6 são mulheres brancas (75%);
1 é mulher preta (12%);
1 é mulher amarela (12%).
Apenas 1 mulher não branca tem assinatura solo nas publicações.
Das 55 participações, 19% das vezes as assinaturas foram de pessoas não-brancas. 14% das vezes por homens não-brancos, 5% das vezes por mulheres não-brancas e apenas 1% das vezes por mulher não-branca assinando solo.

## Obras relacionadas
- Turma da Mônica: Laços (filme)
- Turma da Mônica: Lições (filme)
- Turma da Mônica - A Série
- Astronauta[33]